# Вооружённые силы Молдовы

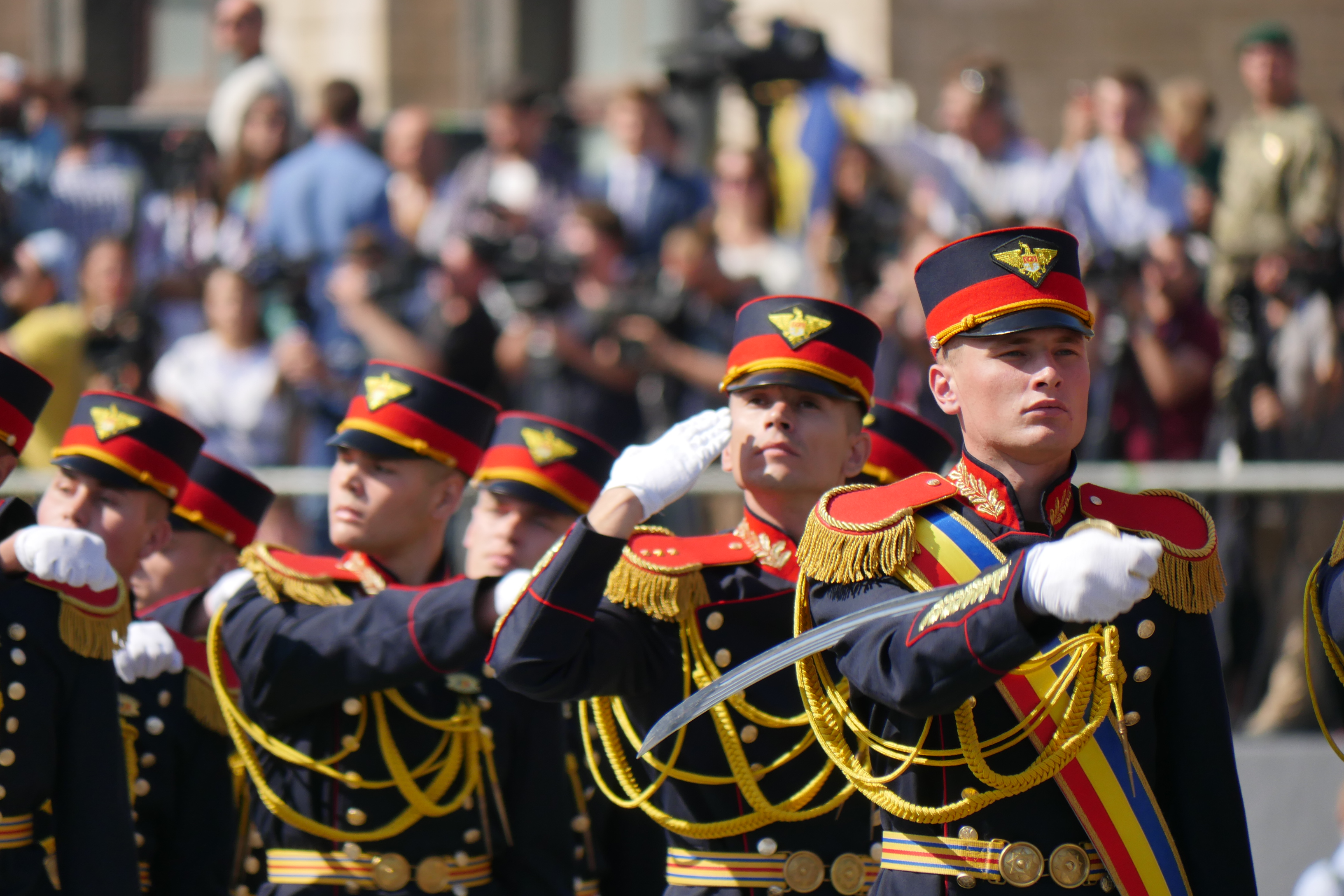
Рота почётного караула ВС Молдовы во время празднования Дня независимости Украины, Киев, 2018 год.

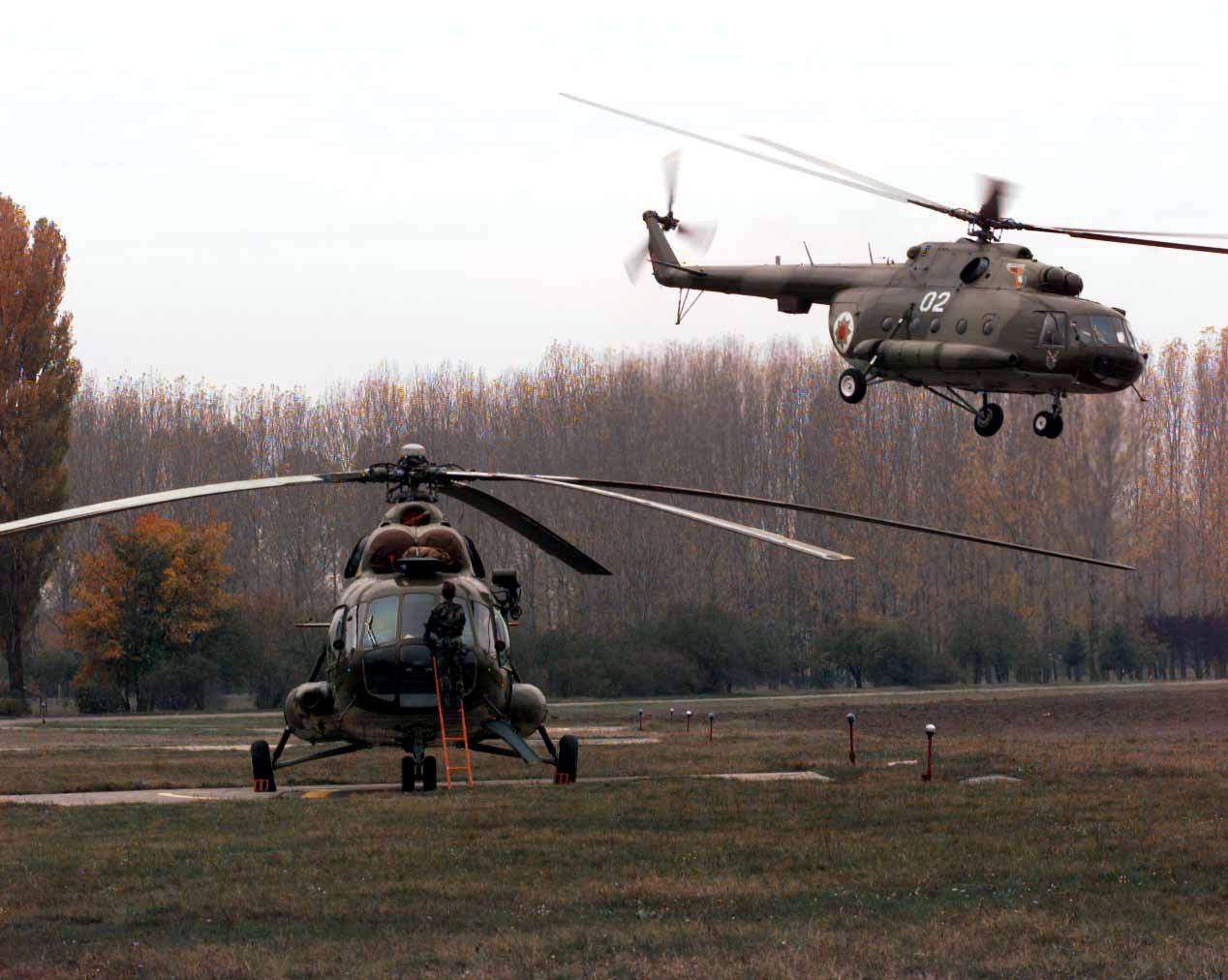
Молдавские Ми-8Т.

Вооружённые силы Республики Молдова (рум. Forţele Armate ale Republicii Moldova) — вооружённые силы были созданы по указу президента Молдовы № 193 «Об образовании Вооружённых сил» от 3 сентября 1991 года.
Этот день в Молдове отмечается как «День Национальной армии Республики Молдова». ВС Молдовы состоят из органов военного управления, сухопутных войск, военно-воздушных сил, военно-речных сил и других формирований предназначенных для защиты своего нейтралитета и народов Молдовы.

## История
Восстание (бунт) воеводы Богдана в 1342—1343 годах (против сохранившего верность Венгерскому королевству Морамурешского воеводы) привело к образованию молдавского господарства, и в Молдавском княжестве регулярной вооружённой силой было так называемое «малое войско». Оно насчитывало около 10 тысяч человек и состояло из господарского войска, отдельных боярских отрядов и наёмников. «Большое войско» (около 40 тысяч человек) созывалось в случаях особой необходимости и состояло из большей части мужского населения, способного носить оружие. С момента своего образования княжество вело борьбу за свою веру и суверенитет с Венгерским и Польскими королевствами, Османской империей и татарскими ордами (Буджакской, Добруджской и так далее) и валахскими соседями.
В конце XV и начале XVI столетий Молдавское господарство вело борьбу с Османской империей, и под руководством Стефана III «Великого» в битве у реки Васлуя, 17 января 1475 года, молдавское войско одержало победу.
В период правления Богдана III «Кривого» князь валахский Радус напал на Молдавию и разорил часть страны, вслед за чем Богдан немедленно собрал войско и бросился вслед за Радусом, вторгся в Валахию и принудил его просить у себя прощения. Воодушевлённый этим успехом, он задумал отомстить польскому королю за невыполненные обязательства. С этой целью он вновь собрал большое войско, 29 июня 1509 года он с войском перешёл Днестр, овладел Каменцем, бомбардировал Львов и безнаказанно вернулся назад к себе. После этого поляки под предводительством краковского воеводы, в свою очередь, проникли в Молдавию, овладели несколькими городами и, опустошив окрестности, повернули назад, при их переходе через Днестр Богдан со своей дружиной их догнал, и после продолжительной битвы обе стороны заключили мир.
После образования Молдавской ССР в 1940 году жители призывались на военную службу в ряды Вооружённых сил СССР.

### Национальная армия Молдовы
4 сентября 1990 года Верховный Совет Молдавской ССР принял Постановление о приостановлении действия на территории МССР Закона СССР от 12 октября 1967 года «О всеобщей воинской обязанности».
Первым этапом образования Национальной армии Молдовы как независимого государства был указ Президента Молдавии № 193 от 3 сентября 1991 года «Об образовании Вооружённых Сил».
14 ноября 1991 года правительство Молдовы объявило своей собственностью военные городки, базы, вооружение, средства передвижения, технику и другое имущество, принадлежащее частям Советской Армии, дислоцирующимся на территории республики.
В 1994 году была принята Конституция Молдовы, согласно которой и Концепции национальной безопасности военная безопасность страны обеспечивается её вооружёнными силами.
В 1995 году была разработана и опубликована «Военная доктрина Республики Молдова» (постановление № 482-XIII от 6 июня 1995 года), а к 1997 году был завершён процесс создания военных структур Вооружённых сил.
В 1998 году срок прохождения обязательной военной службы был сокращён до 18 месяцев, позже — до 12 месяцев. На данный момент, срочная служба длится 12 месяцев. В 1997 году боеспособные вооружённые силы насчитывали чуть более 11 тыс. человек. Число резервистов, которые могли быть призваны в ряды вооружённых сил, около 300 тыс. человек. В 1998 году пригодными к военной службе считались более 1,145 млн человек. После визита в январе 1999 года в Кишинёв генерального секретаря НАТО было принято решение о сокращении численности армии с 10 тыс. до 6,5 тыс. человек.
В начале августа 2001 года правительственная газета «Независимая Молдова» опубликовала данные о численности и вооружении армии Молдовы. Согласно этим сведениям, численность Национальной армии составляла 8500 человек, на вооружении имелось 209 единиц бронетехники (в том числе, 55 БМД и 154 БТР), 205 артиллерийских орудий и миномётов (в том числе, 79 гаубиц, 115 миномётов и 11 артиллерийских реактивных систем «Ураган») и 31 летательный аппарат.
С 2003 года военнослужащие участвуют в заграничных операциях. В 2003—2008 гг. вооружённые силы страны принимали ограниченное участие в войне в Ираке, всего в Ираке участвовали 107 военнослужащих (пехотинцы, саперы и несколько штабных офицеров). Кроме того, несколько офицеров были направлены в состав миротворческих сил ООН и действовали в качестве наблюдателей ООН в Либерии, Кот-д’Ивуаре и Судане.
В сентябре 2007 года численность армии Молдовы была сокращена с 6,8 тыс. до 6,5 тыс. военнослужащих; на вооружении имелось 209 единиц бронетехники и 150 орудий и миномётов. Помимо военнослужащих, в армии насчитывалось 2300 гражданских лиц.
3 октября 2007 года в Кишинёве прошла торжественная церемония открытия Центра информирования и документирования НАТО. Индивидуальный план действий партнёрства Молдова—НАТО предусматривает реформирование всей системы безопасности и обороны страны на принципах НАТО и перевод Национальной армии Молдовы до 2010 года на стандарты Североатлантического альянса.
На 2007 год численность Национальной армии Республики Молдова оценивалась в 6,5 тыс. военнослужащих и 2 тыс. человек гражданского персонала. Она состоит из сухопутных войск и ВВС/ПВО. В боевом составе имелось:
- 1-я мотопехотная бригада «Молдова»[рум.] (Бельцы): по штатам военного времени 1500 чел., в мирное время 785 человек;
- 2-я мотопехотная бригада «Штефан чел Маре»[рум.] (Кишинёв): по штатам военного времени 1600 чел., в мирное время 915 человек;
- 3-я мотопехотная бригада «Дачия»[рум.] (Кагул): по штатам военного времени 1500 чел., в мирное время 612 человек;
- артиллерийская бригада «Прут»[рум.] (Унгены) по штатам военного времени 1000 чел., в мирное время 381 человек;
- полк связи[рум.] (Кишинёв);
- батальон специального назначения «Фулджер»[рум.] (Кишинёв);
- инженерно-сапёрный батальон[рум.] (Негрешть);
- батальон материально-технического обеспечения (Бельцы);
- батальон охраны и обслуживания Министерства обороны (Кишинёв);

Молдова участвует в миссии ЕС в Мали.

## Нейтралитет
Внеблоковый статус Молдовы законодательно закреплён. Статья 11 Конституция Молдовы гласит: «Республика Молдова провозглашает свой постоянный нейтралитет. Республика Молдова не допускает размещения на своей территории вооружённых сил других государств». Таким образом, поскольку нейтралитет Молдовы официально закреплён в её конституции, у страны длительное время не было планов по вступлению в военно-политические альянсы, при этом велось сотрудничество с НАТО в рамках индивидуального партнёрского плана.
В 2007 в Молдове был открыт Центр информирования и документирования НАТО.
Для дальнейшей интеграции Молдовы в НАТО в 2017 году в Кишинёве было открыто Бюро связи альянса. В торжественной церемонии принимали участие премьер-министра республики П.Филип и заместитель Генерального секретаря НАТО Роуз Гетемюллер. Открытие Бюро состоялось несмотря на негативное отношение к этой инициативе президента республики И. Додона, который в ходе своей избирательной кампании 2016 года обещал не допустить открытие представительства западного военного блока.
Республика Молдова в военной сфере также активно сотрудничает с Румынией в рамках договора о техническом сотрудничестве в области военной стандартизации от 2015 года. Это межгосударственное соглашение предусматривает интенсификацию двустороннего партнерства по реформированию армий государств и консолидацию политики стандартизации с практикой НАТО и Евросоюза, что, по мнению властей Приднестровья, нарушает заявленный нейтралитет Молдовы.
На территории Молдовы, в непосредственной близости от Приднестровья, также ежегодно проводятся артиллерийские учения «Огненный щит». В мероприятиях боевой подготовки в среднем принимают участие около 1000 военнослужащих из Молдовы, Румынии и США.
Молдавские военнослужащие на регулярной основе с 2014 года также принимают участие в миротворческой операции НАТО в Косово. В среднем в регион отправляется 40 военнослужащих Национальной армии, которые задействованы, преимущественно, в мероприятиях разминирования.
С Российской Федерацией, КНР и другими странами у Молдовы военное и военно-техническое сотрудничество фактически отсутствует. Любые контакты с российским оборонным ведомством также вызывают негативную реакцию среди молдавских прозападных политических партий. В частности, участие 75 военнослужащих Национальной армии в Параде Победы на Красной площади вызвало негативную реакцию среди большинства прозападных политиков республики — так, бывший председатель парламента Андриан Канду охарактеризовал это как «предательство родины».
Кроме того, в том же интервью Виктор Гайчук заявил, что Кишинёв продолжит участие в миротворческих операциях, проводимых под эгидой НАТО, ЕС и других западных международных организаций.
В конце января в молдавской армии был открыт Центр реагирования на киберинциденты при поддержке программы НАТО «Наука ради мира и безопасности». Проект разрабатывался для решения проблем, которые были определены правительством Молдовы с техническими экспертами НАТО для противодействия угрозам военной и гражданских компьютерных систем.
В мае 2021 года молдавские военнослужащие приняли участие в учениях НАТО Dacia 21 Livex, проводимых на территории Румынии. В маневрах были задействованы 15 тысяч военнослужащих, из них 10 тысяч румынских. Остальные из Албании, Болгарии, США, Великобритании, Германии, Испании, Италии Латвии, Нидерландов, Польши, Португалии, Турции, Франции и Черногории. Отрабатывались боевые действия высокой интенсивности, с высадкой парашютного десанта, бомбометанием, преодолением водных преград. Участие молдавских военнослужащих в Dacia 21 Livex произошло, по мнению молдавской «Партии коммунистов» (ПКРМ), по личной инициативе президента страны М. Санду. Усомнились в законности участия служащих Национальной армии журналисты газет «Молдавские Ведомости» и «Независимой газеты».
На фоне вторжения России в Украину и заявки по вступлению Молдовы в ЕС шла активная дискуссия об опасности нейтрального статуса Молдовы и о возможности его прекращения. В мае 2022 года премьер-министр Наталья Гаврилица заявила, что статус в обозримом времени пересматриваться не будет. В 2023 году президент Молдовы Майя Санду заявила о возможности пересмотра пункта Конституции о внеблоковом статусе, но только в случае успешного прохождения государственного референдума.

## Состав вооружённых сил

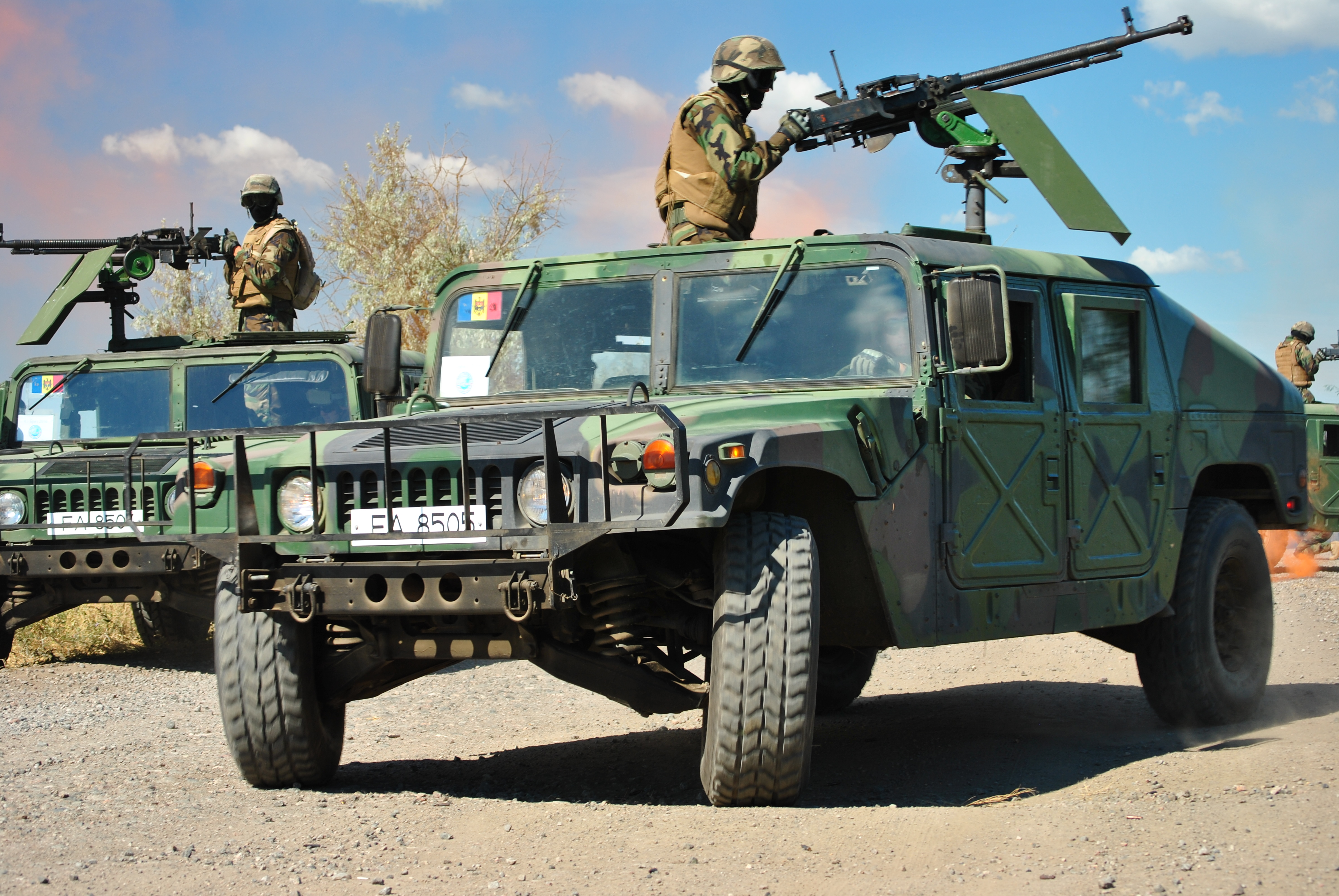
Молдавские HMMWV.

### Органы военного управления
К органам военного управления относятся Министерство обороны, главный штаб, командования СВ, ВВС и так далее.

### Сухопутные войска

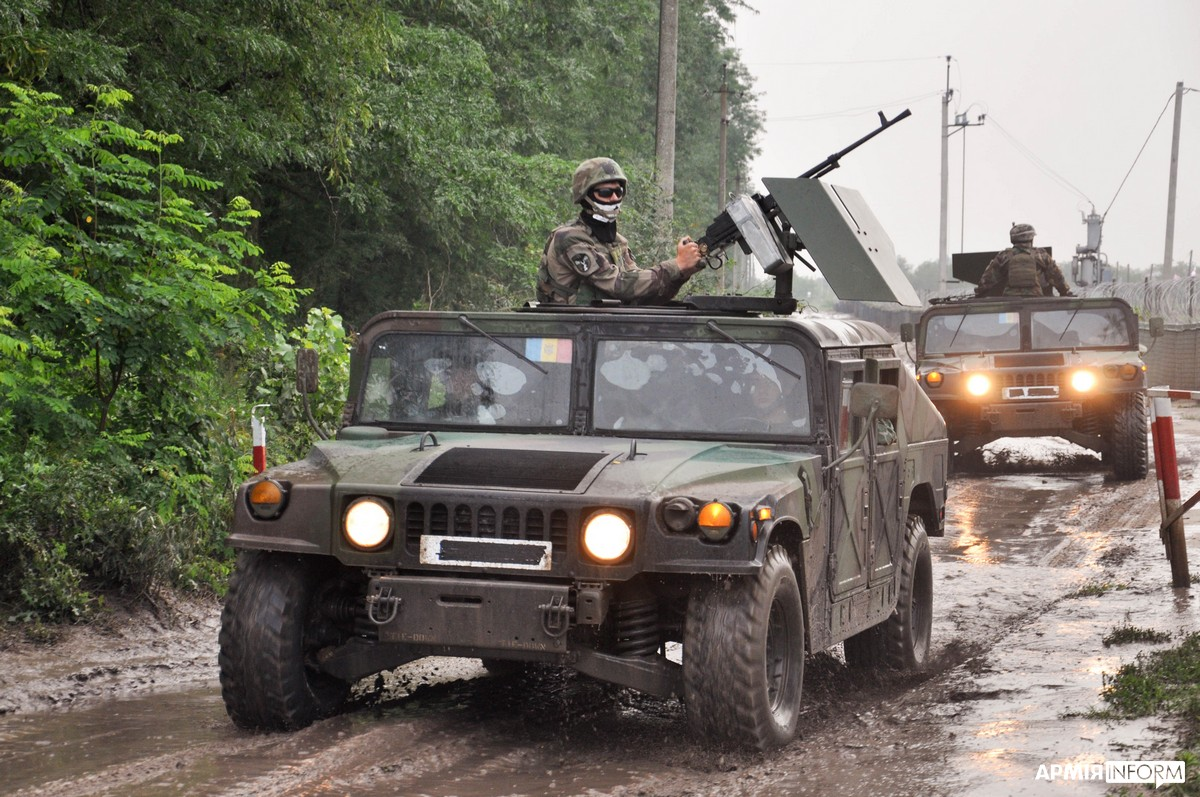
Молдавские HMMWV.

Состоят из 3-х бригад и 2-х батальонов, подкреплённой небольшим количеством артиллерии и лёгкой советской бронетехники. На вооружении имеется 4 единицы военной техники производства Чимишлии (CIM-1).

### Военно-воздушные силы
ВВС Молдовы крайне малы и ограничиваются персоналом в 826 человек. В составе ВВС находятся самолёты Ан-2, Ан-26 и Ан-72, а также вертолёты Ми-8 и Ми-17.
Истребители МиГ-29 находятся на хранении и предположительно небоеспособны. Готовятся на продажу.

### Военно-речные силы
Военно-речные силы Республики Молдова (Дунайские силы Молдавии) малочисленны и имеют скорее символическое значение. Базируются в порту Джурджулешты. Имеют в своём распоряжении несколько катеров различных типов и вспомогательных плавсредств. Командующий адмирал Ion Bolteanu. Регулярно участвуют в манёврах на Дунае и в прибрежной зоне Чёрного моря с участием ВМС Украины и ВМС Румынии.

### Войска карабинеров
Выполняют полицейские функции и функции внутренних войск по поддержанию общественного порядка на массовых митингах и охране правительственных зданий.

## Поставки вооружения, военной техники и иностранная военная помощь
В 2008 году Латвия начала подготовку младших офицеров для молдавской армии.
В 2011 году США пожертвовали 80 единиц автомобильной техники: тягачи, грузовики, внедорожники, санитарные автомобили, рефрижераторы и другая.
В мае 2012 года соглашение о сотрудничестве в сфере обороны подписали Молдова и Литва.
2 октября 2012 посол США в Молдове Уильям Мозер сообщил, что в рамках программы «Глобальная инициатива в области миротворческих операций (GPOI)» США выделят 1,6 млн долларов на развитие инфраструктуры армии Молдовы. Предположительно, средства пойдут на улучшение инфраструктуры военно-учебной базы у села Бульбоки.
5 сентября 2014 года Министр обороны Молдовы Валерий Троенко, после участия в саммите НАТО в Уэльсе, заявил, что молдавская армия в вопросах обучения и подготовки солдат и офицеров переходит на стандарты НАТО.
В июне 2022 года Европейский Союз утвердил военную помощь для Вооружённых Сил Молдовы на сумму 40 миллионов евро вдобавок к помощи в размере 7 миллионов евро, которая была предоставлена в декабре 2021 года.
Новый пакет помощи направлен на усиление инженерных и медицинских частей армии Молдовы.

## Символика
| Флаг | Герб | Эмблема | Опознавательный знак ВВС Молдовы |
| ---- | ---- | ------- | -------------------------------- |
|      |      |         |                                  |

### Военная символика (до 2011 года)

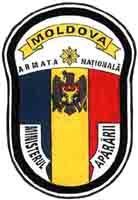
Министерство обороны
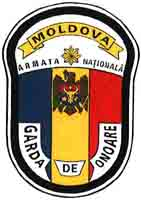
Рота почётного караула
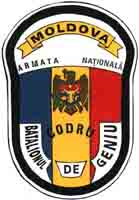
Отдельный инженерный батальон «Кодру» («Codru») — Страшены
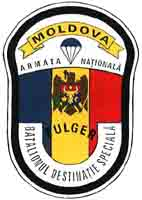
Отдельный батальон особого назначения «Фулджер» («Fulger») — Кишинёв
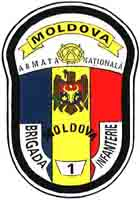
1-я пехотная бригада «Молдова» («Moldova») — Бельцы
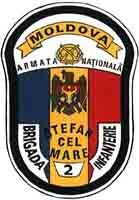
2-я пехотная бригада «Штефан чел Маре» («Ştefan Cel Mare») — Кишинёв
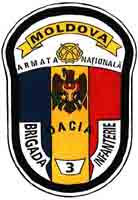
3-я пехотная бригада «Дачия» («Dacia») — Кагул
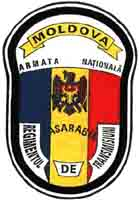
Отдельный полк связи «Бессарабия» («Basarabia») — Дурлешты (муниципий Кишинёв)
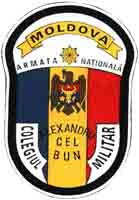
Военный колледж имени Александру чел Бун Вооружённых Сил Республики Молдова
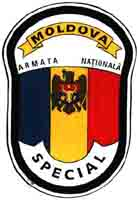
Другие учреждения и воинские части (в том числе Дунайские силы)
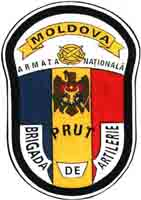
Артиллерийская бригада «Прут» («Prut») — Унгены
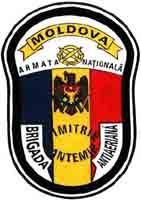
Бригада ПВО (с 2017 года зенитный ракетный полк[рум.]) «Дмитрий Кантемир» («Dimitrie Cantemir») — Дурлешты (муниципий Кишинёв)
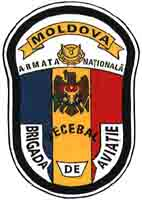
Авиационная бригада «Дечебал» («Decebal») — Маркулешты